# 勝田茂
勝田 茂（かつた しげる、1936年12月 - ）は、日本の医学者。医学博士(九州大学)。筑波大学名誉教授。東亜大学大学院名誉教授。専門はスポーツ科学、環境生理学、運動生理学（特に体力医学・栄養生理学）。研究テーマは骨格筋線維の可塑性、超高齢エリートアスリートの身体機能とパフォーマンスなど。日本体育学会副会長。 日本体力医学会理事、評議会会長。 日本バイオメカニクス学会監事。日本運動生理学会理事。秩父宮記念スポーツ医・科学賞受賞（2020年）。

## 略歴
- 1962年-1968年 東京教育大学 助手
- 1968年-1979年 九州大学 助教授
- 1974年-1975年 ワシントン州立大学 客員准教授
- 1979年-1986年 筑波大学 助教授
- 1986年-2000年 筑波大学 教授
- 2000年- 　　　 東亜大学大学院 教授

## 主な著書
- 『運動生理学20講 -第2版-』勝田 茂/征矢英昭（編著）(2015年、朝倉書店) ISBN 9784254690460
- 『運動生理学20講 -第2版-』（編著）(1999年、朝倉書店)
- 『運動と筋の科学』(2000年4月、朝倉書店)ISBN 9784254695311
- 『入門運動生理学　第3版』（編著）(2007年4月、杏林書院)ISBN 9784764410879